# ستيفن بورتر
ستيفن بورتر هو سياسي كندي، ولد في 30 سبتمبر 1945 في كندا. حزبياً، نشط في الحزب التقدمي المحافظ في نيو برونزويك ‏. وقد انتخب عضو الجمعية التشريعية لنيو برونزويك ‏.